# Peter Gottschalk
Peter Thomas Gottschalk (* 25. Dezember 1942; † 25. März 2021) war ein US-amerikanischer Wirtschaftswissenschaftler. Er studierte von 1961 bis 1963 an der University of Michigan, anschließend bis 1967 an der George Washington University, wo er 1965 den B.A. und 1967 den M.A. erwarb. Den Abschluss Ph.D. erwarb er 1973 an der University of Pennsylvania. Alle Abschlüsse sind im Fach economics.
Ab 1987 war er Professor für Wirtschaftswissenschaften am Boston College in Massachusetts; vorher arbeitete er bei der Russel Sage Foundation, am Bowdoin College, bei der Brookings Institution, am Mount Holyoke College, an der University of California und am Williams College.
Er unterrichtete in den Bereichen Arbeitsökonomik, Angewandte Ökonometrie, Armut und Diskriminierung. Seine Forschungen trugen unter anderem zur Entwicklung des Begriffs der Einkommensvolatilität bei.